# Municipio de Sanford
El municipio de Sanford (en inglés, Sanford Township) es una subdivisión administrativa del condado de Grant, Minnesota, Estados Unidos. Según el censo de 2020, tiene una población de 141 habitantes.

## Geografía
Está ubicado en las coordenadas 45°58′30″N 95°57′8″O / 45.97500, -95.95222. Según la Oficina del Censo de los Estados Unidos, tiene una superficie total de 88.61 km², de la cual 83.46 km² corresponden a tierra firme y 5.16 km² es agua.

## Demografía
Según el censo de 2020, hay 141 personas residiendo en la zona. La densidad de población es de 1.69 hab./km². El 96.45 % son blancos, el 1.42 % son amerindios y el 2.13% son de una mezcla de razas. No hay hispanos o latinos de ninguna raza viviendo en el área.